# I. e. 157
Évszázadok: i. e. 3. század – i. e. 2. század – i. e. 1. század
Évtizedek: i. e. 200-as évek – i. e. 190-es évek – i. e. 180-as évek – i. e. 170-es évek – i. e. 160-as évek – i. e. 150-es évek – i. e. 140-es évek – i. e. 130-as évek – i. e. 120-as évek – i. e. 110-es évek – i. e. 100-as évek
Évek: i. e. 162 – i. e. 161 – i. e. 160 – i. e. 159 –  i. e. 158 – i. e. 157 – i. e. 156 – i. e. 155 – i. e. 154 – i. e. 153 – i. e. 152

## Események

### Róma
- Sextus Iulius Caesart és Lucius Aurelius Orestest választják consulnak.
- Karthágó, amely békeszerződése értelmében nem háborúzhatott de határait garantálták, követséget küld Rómába, hogy panaszt tegyen Masinissa numida király folyamatos terjeszkedése és fosztogatásai miatt. Róma vizsgálóbizottságot küld Karthágóba, melyet Marcus Porcius Cato vezet. Cato elámul a város gazdagságán és meggyőződésévé válik, hogy Karthágó csak a megfelelő pillanatot várja, hogy Róma ellen forduljon. Innentől kezdve minden, bármilyen témában mondott beszédét azzal fejezi be, hogy "egyébként pedig Karthágót el kell pusztítani" (Ceterum censeo Carthaginem esse delendam)
- A szenátus meghallgatja az elűzött és Rómában menedéket talált V. Ariarathész kappadókiai királyt és fivére, Orophernész követeit, majd úgy döntött, hogy együtt uralkodjanak. A kettős uralom nem tart sokáig, Orophernész - miután katonái zsoldjának kifizetése céljából kirabol egy Zeusz-templomot - bizonytalan okokból meghal.

### Hellenisztikus birodalmak
- I. Démétriosz szeleukida király Júdeába küldött hadvezére, Bakkhidész nehezen boldogul a gerilla harcmodort alkalmazó makkabeusokkal szemben. Ostrom alá veszi egy sivatagi erődjüket, de nem tudja elfoglalni, ezért békét köt vezérükkel, Jonatán Makkabeussal, majd kivonul Júdeából.

### Kína
- Meghal Ven kínai császár. Utóda fia, Csing.

## Születések
- Han Vu-ti, kínai császár
- Caius Marius, római hadvezér és államférfi
- Szinatrukész, pártus király

## Halálozások
- Han Ven-ti, kínai császár

## Fordítás
- Ez a szócikk részben vagy egészben  a(z)   157 BC című angol Wikipédia-szócikk ezen változatának fordításán alapul.  Az eredeti cikk szerkesztőit annak laptörténete sorolja fel. Ez a jelzés csupán a megfogalmazás eredetét és a szerzői jogokat jelzi, nem szolgál a cikkben szereplő információk forrásmegjelöléseként.